# Pittosporum eugenioides
Pittosporum eugenioides (Maori: tarata, Engels: lemonwood) is een plantensoort uit de familie Pittosporaceae. Het is een dicht vertakte, groenblijvende boom met een spreidende kroon. Hij kan een groeihoogte van 6 tot 13 meter bereiken. De stam kan tot 60 centimeter in doorsnee zijn. De ovale golvende bladeren hebben een lichtgroene kleur met een contrasterende  centrale nerf. Deze bladeren hebben een citroenachtige geur. De zoetgeurende gele bloemen groeien in dichte trossen. De kleine droge vruchten zijn puntig van vorm en zijn 5-6 millimeter lang. Deze vruchten splitsen in tweeën, waarbij een papierachtige laag tevoorschijn komt met daarin zwarte kleverige zaden.
De soort komt voor in Nieuw-Zeeland, zowel op het Noordereiland als op het Zuidereiland. Hij groeit in (volgroeide) bossen, van kustgebieden en laaglanden tot in bergachtige gebieden.
Door insnijding of kneuzing van de schors wordt een hars verkregen die als kauwgom gebruikt wordt. Deze hars wordt soms gemengd met de latex van bepaalde soorten uit het geslacht Sonchus. Verder wordt er een harsachtige balsemieke gom gewonnen die gekauwd wordt ter behandeling van een slechte adem. De bladeren worden tot een pasta gekauwd en aangebracht op de rauwe plekken van een paard, om wonden te genezen die veroorzaakt zijn door zadels. Een aromatische hars verkregen uit de stam wordt gebruikt als haarolie en in potpourri. De geurige bloemen, gom en geplette bladeren werden vermengd met plantaardige oliën, zoals titoki en kohia en ook vogelvet. Dit werd traditioneel door de Maori's gebruikt om het lichaam een aangename geur te geven. Een etherische olie verkregen uit de bloemen wordt gebruikt in de parfumerie.